# Gao Lan
En aquest nom xinès, el cognom és Gao.
Gao Lan va ser un general militar servint sota el senyor de la guerra Yuan Shao durant el període de la tardana Dinastia Han Oriental de la història xinesa. Ell va lluitar-hi en moltes batalles i va ser respectat per Yuan com un home coratjós. Va fer defecció al bàndol de Cao Cao després de la derrota de Yuan a la batalla de Guandu.

## Servint a Yuan Shao
Cao Cao i Yuan Shao es van enfrontar entre si en la batalla de Guandu. Yuan va enviar Chunyu Qiong i altres a defensar Wuchao, on Yuan mantenia el seu subministrament d'aliments. Cao personalment va dirigir una incursió a Wuchao amb una petita força, disfressats d'homes de Yuan, per debilitar Yuan.
Zhang He, un dels generals de Yuan, li va dir al seu senyor: "Les forces del Duc Cao són d'elit, ells sens dubte derrotaran a Chunyu Qiong. Després que Chunyu Qiong siga derrotat, l'exèrcit es dispersarà. En compte d'això, deixa'm juntament amb Gao Lan de reforçar Wuchao." Però l'assessor de Yuan, Guo Tu, va remarcar-hi, "Els plans de Zhang He són roïns. En el seu lloc, deixa'ns atacar la font original (referint-se al campament principal de Cao Cao), el poder sens dubte tornarà al nostre costat. Aquesta explicació és la raó de per què els reforços no han de ser enviats." Zhang llavors en va respondre: "El campament del Duc de Cao està solidificat, i n'és molt difícil desarrelar-lo. Si el campament de Chunyu Qiong és capturat serem reduïts i capturats un per un. Cao serà massa involucrat en la presa de Wuchao per deixar defenses en la rereguarda. Et cuite d'atacar el seu campament principal."
Yuan Shao no n'envià reforços per aidar a Chunyu Qiong, en el seu lloc, va enviar cinc companyies d'homes sota la direcció de Zhang He i Gao Lan amb l'empresa d'atacar el campament principal de Cao. A través d'un ardit en el qual estaven involucrats Xu Chu i Zhang Liao, ells van traure fora dels graners a Chunyu Qiong, i Yuan va ser portat a creure que els graners s'havien defensat amb èxit.
L'exèrcit de Yuan Shao, que estava atacant el campament principal de Cao, va estar sent atacat per tres costats, i quan els homes van tornar de Wuchao, va arribar per la rereguarda de Yuan, envoltant les cinc companyies. Això no obstant, Zhang He i Gao van escapar, però el conjunt l'exèrcit de Yuan Shao va ser derrotat. Quan Chunyu arribà a l'exèrcit principal, que era delmat, va ser portat a veure a Yuan Shao. Yuan va llançar clams contra ell, preguntant-li per què les defenses del graner havia estat escassa. els homes de Chunyu li van dir Shao que Chunyu s'havia engatat eixe nit, i Chunyu Qiong va ser executat immediatament.
Guo Tu era avergonyit i va tramar contra Zhang He i Gao, i li va dir a Yuan Shao, "Zhang He i Gao Lan s'alegraren quan els teus exèrcits van ser derrotats." Se li va preguntar que com ho sabia i, per tant, va respondre: "Fa temps que volien fer defecció cap a Cao Cao, així que quan els vas assignar aquesta tasca, ells no s'esforçaren i ens van conduir a aquest desastre."